# Îles Shumagin
Les îles Shumagin sont un groupe de 20 îles situées près des îles Aléoutiennes au sud de l'Alaska (États-Unis), ayant pour coordonnées 54°54'–55°20' Nord 159°15'–160°45' Ouest.

## Géographie
Les îles principales sont l'île Unga, l'île Popof, l'île Korovin et l'île Nagai.
On dénombre aussi des îles plus petites comme l'île Andronica, Bird, Simeonof, Koniuji...
La superficie totale est de 1 192 km2 pour une population de 953 personnes d'après le recensement de 2000, presque entièrement répartie sur l'île Popof, au village de Sand Point.

## Histoire
Les îles Shumagin sont nommées ainsi en l'honneur de Nikita Choumaguine, un jeune matelot de l'expédition de Vitus Béring de 1741 qui mourut le 2 août 1741 du scorbut en cours de route et fut enterré sur l'une de ces îles.